# Slim Burna
Slim Burna, właściwie Gabriel Soprinye Halliday (ur. 11 kwietnia 1988 w Esseksie w Anglii) – nigeryjski muzyk, piosenkarz, raper i producent muzyczny.

## Wczesne życie
W młodym wieku Slim Burna przeniósł się do Nigerii z jego rodziną, a dorastał w Port Harcourt, stolicy stanu Rivers.

## Kariera muzyczna
11 kwietnia 2013 roku Halliday wydał swój debiutancki album, I'm on Fire.

## Dyskografia
- The Streets Mixtape Vol. 1 (2011)
- The Streets Mixtape Vol. 2 (2011)
- The Streets Mixtape Vol. 3 (2012)
- I'm On Fire (2013)